# Adi Hütter
Adolf Hütter (Hohenems, Estado de Vorarlberg, Austria, 11 de febrero de 1970) es un entrenador austriaco y retirado futbolista que jugaba de mediocampista. Tuvo sus más destacadas actuaciones como jugador del LASK Linz y en el Red Bull Salzburg. Actualmente dirige al AS Monaco de la Ligue 1 de Francia.

## Trayectoria como jugador
Adi Hütter jugó al fútbol en el SCR Altach en la juventud. En 1992 el centrocampista cambió a Grazer AK y más tarde a SV Austria Salzburgo. Con el equipo se proclamó campeón de Austria en tres ocasiones y ganó la Supercopa.
En la temporada 1993-94, entró en la final de la Copa de la UEFA con Salzburgo y derrotó al Inter de Milán dos veces por 0-1. Hütter fue un factor de rendimiento para el equipo de Salzburgo tanto en esta temporada de la Copa de la UEFA como en los siguientes partidos de la Liga de Campeones y del Campeonato. Con sus goles, a menudo de largo alcance, también se abrió camino en la selección austriaca de fútbol, con la que disputó 14 partidos internacionales y marcó tres goles.
En el año 2000 Hütter cambió al Grazer AK. Después de dos años, el Vorarlberger jugó en el Kapfenberger SV en la primera liga que pasó a formar parte del equipo amateur del FC Red Bull de Salzburgo a principios de la temporada 2005-06. Aquí fue el jugador principal y ganó el campeonato de la Regionalliga Oeste con el equipo en 2006-07, lo que también significó el ascenso a la primera liga.

## Carrera como entrenador
Asumió el cargo de entrenador del Red Bull Salzburgo Juniors para la temporada 2007-08. Luego dirigió equipos como el SC Rheindorf Altach y SV Grödig, logrando clasificar a este último equipo a la Europa League después de haber empatado 3-3 en la última jornada contra el Wacker Innsbruck. Después de comandar a estos equipos, regresó a Austria para dirigir al primer equipo del Red Bull Salzburg. Su primer partido fue una victoria 10-1 contra el 1. SC Sollenau el 12 de julio de 2014. Finalmente renunció a su puesto el 15 de junio de 2015, tras haber ganado el doblete en su única temporada en el banquillo del equipo austríaco. Su último partido fue una victoria por 2-0 en la final de la Copa de Austria el 3 de junio de 2015.
En septiembre de 2015, asumió el cargo de entrenador del BSC Young Boys de la Superliga de Suiza, equipo al que entrenó durante 3 años.
En 2018, se marchó a la Bundesliga para dirigir el Eintracht Fráncfort. En su debut como técnico en el fútbol alemán, llevó a su nuevo equipo hasta el 7º puesto al término de la Bundesliga 2018-19 y a ser semifinalista de la Liga Europa en 2019 y de la Copa de Alemania en 2020.
El 13 de abril de 2021, se confirmó que dejaría el Eintracht Fráncfort a final de temporada para incorporarse al Borussia Mönchengladbach después de haber firmado un contrato para los 3 próximos años. Sin embargo, el 14 de mayo de 2022, el club anunció la marcha del técnico tras haber terminado la temporada en una discreta 10.ª posición en la Bundesliga.
El 4 de julio de 2023, se incorporó al AS Monaco.

## Clubes y estadísticas

### Como futbolista
| Club                      | País    | Año       | Partidos | Goles |
| ------------------------- | ------- | --------- | -------- | ----- |
| Grazer AK                 | Austria | 1989-1990 | 3        | 0     |
| LASK Linz                 | Austria | 1989-1991 | 52       | 2     |
| SCR Altach                | Austria | 1991-1992 | 34       | 6     |
| Grazer AK                 | Austria | 1992-1993 | 33       | 10    |
| SV Austria Salzburgo      | Austria | 1993-2000 | 201      | 17    |
| Grazer AK                 | Austria | 2000-2002 | 29       | 2     |
| Kapfenberger SV           | Austria | 2002-2005 | 91       | 17    |
| Red Bull Salzburg Juniors | Austria | 2005-2007 | 40       | 4     |

### Como entrenador
| Equipo                              | Div.                | Temporada           | Liga | Liga | Liga | Liga | Liga |    | Copa | Copa | Copa | Copa |    | Internacional | Internacional | Internacional | Internacional | Internacional |   | Otros | Otros | Otros | Otros |     | Totales     | Totales | Totales | Totales | Totales | Totales | Totales | Totales |
| Equipo                              | Div.                | Temporada           | PD   | G    | E    | P    | Pos. | PD | G    | E    | P    | PD   | G  | E             | P             | Pos.          | PD            | G             | E | P     | PD    | G     | E     | P   | Rendimiento | GF      | GC      | Dif.    |         |         |         |         |
| ----------------------------------- | ------------------- | ------------------- | ---- | ---- | ---- | ---- | ---- | -- | ---- | ---- | ---- | ---- | -- | ------------- | ------------- | ------------- | ------------- | ------------- | - | ----- | ----- | ----- | ----- | --- | ----------- | ------- | ------- | ------- | ------- | ------- | ------- | ------- |
| Red Bull Salzburg Juniors · Austria | 2.ª                 | 2008-09             | 33   | 12   | 7    | 14   | 7.º  | 2  | 1    | 0    | 1    | -    | -  | -             | -             | -             | -             | -             | - | -     | 35    | 13    | 7     | 15  | 43.81%      | 49      | 58      | -9      |         |         |         |         |
| Red Bull Salzburg Juniors · Austria | Total               | Total               | 33   | 12   | 7    | 14   | -    | 2  | 1    | 0    | 1    | -    | -  | -             | -             | -             | -             | -             | - | -     | 35    | 13    | 7     | 15  | 43.81%      | 49      | 58      | -9      |         |         |         |         |
| SCR Altach · Austria                | 2.ª                 | 2009-10             | 33   | 20   | 6    | 7    | 3.º  | 1  | 0    | 0    | 1    | -    | -  | -             | -             | -             | -             | -             | - | -     | 34    | 20    | 6     | 8   | 66.66%      | 60      | 28      | +32     |         |         |         |         |
| SCR Altach · Austria                | 2.ª                 | 2010-11             | 36   | 22   | 8    | 6    | 2.º  | 3  | 2    | 0    | 1    | -    | -  | -             | -             | -             | -             | -             | - | -     | 39    | 24    | 8     | 7   | 68.38%      | 87      | 39      | +48     |         |         |         |         |
| SCR Altach · Austria                | 2.ª                 | 2011-12             | 28   | 14   | 7    | 7    | Inc. | 1  | 0    | 0    | 1    | -    | -  | -             | -             | -             | -             | -             | - | -     | 29    | 14    | 7     | 8   | 56.33%      | 51      | 31      | +20     |         |         |         |         |
| SCR Altach · Austria                | Total               | Total               | 97   | 56   | 21   | 20   | -    | 5  | 2    | 0    | 3    | -    | -  | -             | -             | -             | -             | -             | - | -     | 102   | 58    | 21    | 23  | 63.72%      | 198     | 98      | +100    |         |         |         |         |
| SV Grödig · Austria                 | 2.ª                 | 2012-13             | 36   | 23   | 6    | 7    | 1.º  | 2  | 1    | 0    | 1    | -    | -  | -             | -             | -             | -             | -             | - | -     | 38    | 24    | 6     | 8   | 76.47%      | 75      | 32      | +43     |         |         |         |         |
| SV Grödig · Austria                 | 1.ª                 | 2013-14             | 36   | 15   | 9    | 12   | 3.º  | 1  | 0    | 1    | 0    | -    | -  | -             | -             | -             | -             | -             | - | -     | 37    | 15    | 10    | 12  | 49.55%      | 68      | 71      | -3      |         |         |         |         |
| SV Grödig · Austria                 | Total               | Total               | 72   | 38   | 15   | 19   | -    | 3  | 1    | 1    | 1    | -    | -  | -             | -             | -             | -             | -             | - | -     | 75    | 39    | 16    | 20  | 59.11%      | 143     | 103     | +40     |         |         |         |         |
| Red Bull Salzburg · Austria         | 1.ª                 | 2014-15             | 36   | 22   | 7    | 7    | 1.º  | 6  | 6    | 0    | 0    | 12   | 7  | 1             | 4             | 1/16          | -             | -             | - | -     | 54    | 35    | 8     | 11  | 69.75%      | 159     | 64      | +95     |         |         |         |         |
| Red Bull Salzburg · Austria         | Total               | Total               | 36   | 22   | 7    | 7    | -    | 6  | 6    | 0    | 0    | 12   | 7  | 1             | 4             | -             | -             | -             | - | -     | 54    | 35    | 8     | 11  | 69.75%      | 159     | 64      | +95     |         |         |         |         |
| Young Boys · Suiza                  | 1.ª                 | 2015-16             | 29   | 18   | 6    | 5    | 2.º  | 2  | 1    | 0    | 1    | -    | -  | -             | -             | -             | -             | -             | - | -     | 31    | 19    | 6     | 6   | 67.74%      | 70      | 41      | +29     |         |         |         |         |
| Young Boys · Suiza                  | 1.ª                 | 2016-17             | 36   | 20   | 9    | 7    | 2.º  | 4  | 3    | 1    | 0    | 10   | 3  | 2             | 5             | FG            | -             | -             | - | -     | 50    | 26    | 12    | 12  | 60%         | 103     | 62      | +41     |         |         |         |         |
| Young Boys · Suiza                  | 1.ª                 | 2017-18             | 36   | 26   | 6    | 4    | 1.º  | 6  | 5    | 0    | 1    | 10   | 2  | 3             | 5             | FG            | -             | -             | - | -     | 52    | 33    | 9     | 10  | 69.23%      | 109     | 58      | +51     |         |         |         |         |
| Young Boys · Suiza                  | Total               | Total               | 101  | 64   | 21   | 16   | -    | 12 | 9    | 1    | 2    | 20   | 5  | 5             | 10            | -             | -             | -             | - | -     | 133   | 78    | 27    | 28  | 65.42%      | 282     | 161     | +121    |         |         |         |         |
| Eintracht Frankfurt · Alemania      | 1.ª                 | 2018-19             | 34   | 15   | 9    | 10   | 7.º  | 1  | 0    | 0    | 1    | 14   | 9  | 4             | 1             | 1/2           | 1             | 0             | 0 | 1     | 50    | 24    | 13    | 13  | 56.67%      | 91      | 69      | +22     |         |         |         |         |
| Eintracht Frankfurt · Alemania      | 1.ª                 | 2019-20             | 34   | 13   | 6    | 15   | 9.º  | 5  | 4    | 0    | 1    | 16   | 9  | 1             | 6             | 1/8           | -             | -             | - | -     | 55    | 26    | 7     | 22  | 51.51%      | 99      | 87      | +12     |         |         |         |         |
| Eintracht Frankfurt · Alemania      | 1.ª                 | 2020-21             | 34   | 16   | 12   | 6    | 5.º  | 2  | 1    | 0    | 1    | -    | -  | -             | -             | -             | -             | -             | - | -     | 36    | 17    | 12    | 7   | 51.85%      | 72      | 58      | +14     |         |         |         |         |
| Eintracht Frankfurt · Alemania      | Total               | Total               | 102  | 44   | 27   | 31   | -    | 8  | 5    | 0    | 3    | 30   | 18 | 5             | 7             | -             | 1             | 0             | 0 | 1     | 141   | 67    | 32    | 42  | 55.09%      | 262     | 214     | +48     |         |         |         |         |
| Borussia Mönchengladbach · Alemania | 1.ª                 | 2021-22             | 34   | 12   | 9    | 13   | 10.º | 3  | 2    | 0    | 1    | -    | -  | -             | -             | -             | -             | -             | - | -     | 37    | 14    | 9     | 14  | 45.95%      | 61      | 64      | -3      |         |         |         |         |
| Borussia Mönchengladbach · Alemania | Total               | Total               | 34   | 12   | 9    | 13   | -    | 3  | 2    | 0    | 1    | -    | -  | -             | -             | -             | -             | -             | - | -     | 37    | 14    | 9     | 14  | 45.95%      | 61      | 64      | -3      |         |         |         |         |
| AS Monaco Francia                   | 1.ª                 | 2023-24             | 34   | 20   | 7    | 7    | 2.º  | 3  | 1    | 2    | 0    | -    | -  | -             | -             | -             | -             | -             | - | -     | 37    | 21    | 9     | 7   | 64.87%      | 74      | 46      | +28     |         |         |         |         |
| AS Monaco Francia                   | 1.ª                 | 2024-25             | 34   | 18   | 7    | 9    | 3.º  | 2  | 1    | 1    | 0    | 10   | 4  | 2             | 4             | 1/16          | 1             | 0             | 0 | 1     | 47    | 23    | 10    | 14  | 56.03%      | 84      | 61      | +23     |         |         |         |         |
| AS Monaco Francia                   | 1.ª                 | 2025-26             | 1    | 1    | 0    | 0    | -    | 0  | 0    | 0    | 0    | 0    | 0  | 0             | 0             | -             | -             | -             | - | -     | 1     | 1     | 0     | 0   | 100%        | 3       | 1       | +2      |         |         |         |         |
| AS Monaco Francia                   | Total               | Total               | 69   | 39   | 14   | 16   | -    | 5  | 2    | 3    | 0    | 10   | 4  | 2             | 4             | -             | 1             | 0             | 0 | 1     | 85    | 45    | 19    | 21  | 60.39%      | 161     | 108     | +53     |         |         |         |         |
| Total en su carrera                 | Total en su carrera | Total en su carrera | 544  | 287  | 121  | 136  | -    | 44 | 28   | 5    | 11   | 72   | 34 | 13            | 25            | -             | 2             | 0             | 0 | 2     | 662   | 349   | 139   | 174 | 59.72%      | 1315    | 870     | +445    |         |         |         |         |
| 1. 2. 3.                            |                     |                     |      |      |      |      |      |    |      |      |      |      |    |               |               |               |               |               |   |       |       |       |       |     |             |         |         |         |         |         |         |         |

#### Resumen por competiciones
| Competición                  | Partidos | Ganados | Empatados | Perdidos | %      | Resultado              |
| ---------------------------- | -------- | ------- | --------- | -------- | ------ | ---------------------- |
| 2. Liga                      | 69       | 35      | 13        | 21       | 57%    | Campeón                |
| Admiral Bundesliga           | 72       | 37      | 16        | 19       | 58.8%  | Campeón                |
| Copa de Austria              | 11       | 8       | 1         | 2        | 75.76% | Campeón                |
| Superliga de Suiza           | 101      | 64      | 21        | 16       | 70.3%  | Campeón                |
| Copa de Suiza                | 12       | 9       | 1         | 2        | 77.78% | Subcampeón             |
| Bundesliga                   | 136      | 56      | 36        | 44       | 50%    | 5.º lugar              |
| Copa de Alemania             | 11       | 7       | 0         | 4        | 63.64% | Semifinales            |
| Supercopa de Alemania        | 1        | 0       | 0         | 1        | 0%     | Subcampeón             |
| Ligue 1                      | 69       | 39      | 14        | 16       | 63.28% | Subcampeón             |
| Copa de Francia              | 5        | 2       | 3         | 0        | 60%    | Octavos de final       |
| Supercopa de Francia         | 1        | 0       | 0         | 1        | 0%     | Subcampeón             |
| Liga de Campeones de la UEFA | 22       | 8       | 2         | 12       | 39.39% | Dieciseisavos de final |
| Liga Europea de la UEFA      | 50       | 26      | 11        | 13       | 59.33% | Semifinales            |
| TOTAL                        | 662      | 349     | 139       | 174      | 59.72% | 4 Títulos              |

## Palmarés

### Como jugador

#### Campeonatos nacionales
| Título               | Club                 | País    | Año  |
| -------------------- | -------------------- | ------- | ---- |
| Bundesliga           | SV Austria Salzburgo | Austria | 1994 |
| Bundesliga           | SV Austria Salzburgo | Austria | 1995 |
| Bundesliga           | SV Austria Salzburgo | Austria | 1997 |
| Supercopa de Austria | SV Austria Salzburgo | Austria | 1994 |
| Supercopa de Austria | SV Austria Salzburgo | Austria | 1995 |
| Supercopa de Austria | SV Austria Salzburgo | Austria | 1997 |
| Copa de Austria      | Grazer AK            | Austria | 2001 |

### Como entrenador

#### Campeonatos nacionales
| Título             | Club              | País    | Año     |
| ------------------ | ----------------- | ------- | ------- |
| Bundesliga         | Red Bull Salzburg | Austria | 2014-15 |
| Copa de Austria    | Red Bull Salzburg | Austria | 2014-15 |
| Superliga de Suiza | Young Boys        | Suiza   | 2018    |